# Route nationale 633 (Belgique)
Pour les articles homonymes, voir Route nationale 633 (homonymie).
La N633 est une route régionale de la province belge de Liège. La route relie la N617 à Liège à la N68 à Trois-Ponts. Elle est longue d'environ 63 kilomètres. La route longe une partie de la vallée de l'Ourthe avec la ligne ferroviaire 43 et la ligne ferroviaire 42 à partir de Comblain-au-Pont  jusqu'à Amblève. 

## Lieux le long de la N633
- Liège
- Angleur
- Tilff
- Méry
- Esneux
- Poulseur
- Chanxhe
- Pont-de-Sçay
- Martinrive
- Aywaille
- Remouchamps
- Nonceveux
- Targnon
- Stoumont
- La Gleize
- Roanne-Coo
- Petit-Coo
- Trois-Ponts

## Détail du tracé
Entre 2022 et 2024, dans le cadre de la sécurisation du réseau ferroviaire, Infrabel supprime deux passages à niveau en créant une route longitudinale

## Variantes N633
Afin de fluidifier le trafic, diverses connexions infrastructurelles et contournements ont été construits autour de la N633, chacune avec son propre numéro. Ces numéros ne sont pas visibles sur la route elle-même, tout au plus via des panneaux kilométriques.

### N633a
50° 36′ 51″ N, 5° 36′ 00″ E
La N633a est une branche de la N633 à Angleur. Le parcours de 250 mètres part du rond-point avec la N633 traverse le canal de l'Ourthe pour rejoindre le quai des Vennes.

### N633b
50° 23′ 36″ N, 5° 52′ 23″ E
La N633b est un embranchement de la N633 à Petit-Coo jusqu'au bassin inférieur de la centrale hydroélectrique de Coo-Trois-Ponts. Il a une longueur d'environ 100 mètres.

### N633c
50° 35′ 36″ N, 5° 35′ 54″ E
La N633c est une route de liaison à proximité à Embourg. La route relie la N633 via l'  à la N30 et a une longueur d'environ 1,6 kilomètre. L'itinéraire s'appelait auparavant N609.

### N633d
50° 29′ 10″ N, 5° 42′ 14″ E
La N633d est une route de liaison entre la N633 et l'  à proximité de Remouchamps. La route a une longueur d'environ 1,7 kilomètres. La route portait auparavant le numéro de route N662.

### N633z
50° 36′ 53″ N, 5° 36′ 05″ E
La N633z fait partie de la N633 à Angleur. L'itinéraire forme le pont des Grosses Battes qui enjambe l'Ourthe et a une longueur d'environ 200 mètres.